# Anasimyia interpuncta
Anasimyia interpuncta là một loài ruồi trong họ Ruồi giả ong (Syrphidae). Loài này được Harris mô tả khoa học đầu tiên năm 1776. Anasimyia interpuncta phân bố ở vùng Cổ Bắc giới (Đan Mạch)